# LIVE二千一夜
『LIVE二千一夜』（ライブにせんいちや）は、1993年9月25日に発売されたさだまさしのライブ・アルバムである。

## 解説

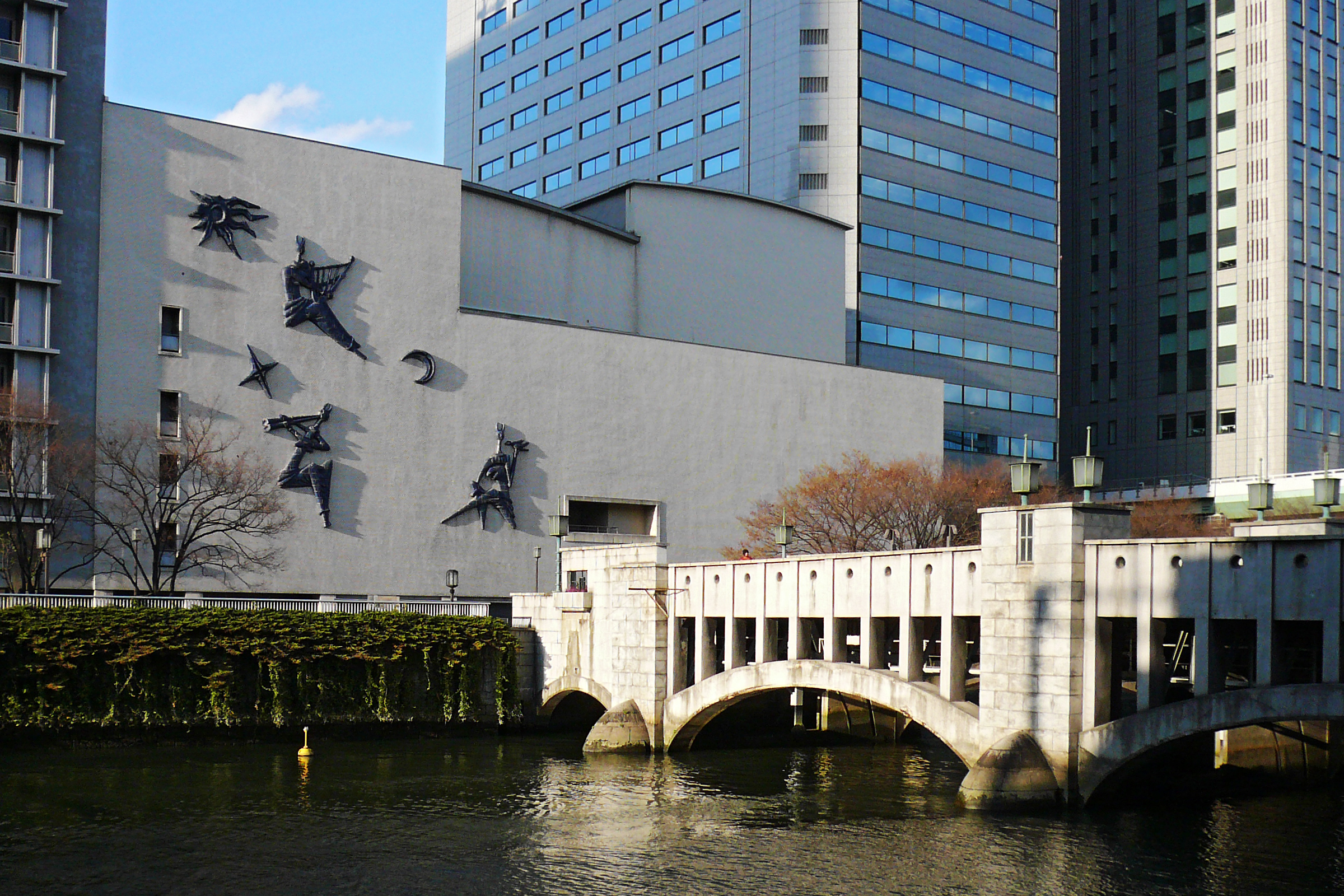
さだまさし「LIVE 二千一夜」公演が行われたフェスティバルホール（大阪市北区中之島。写真は改築前のもの）

1993年7月21日にフェスティバルホールで行われた、さだのソロデビュー後通算2001回目のコンサートのライブ録音である。限定盤。「山ざくらのうた」から始まり、ざっと日本の四季の移ろいを歌う構成になっている。リリース当時未発表であった20周年記念アルバム『逢ひみての』の制作は完了しており、収録曲（「遍路」、「吾亦紅」、「修二会」、「落日」）がアルバム・リリース前に歌われている。
バックは石川鷹彦を中心に、アコースティックギターと宅間久善のマリンバ・パーカッションだけというアコースティック・サウンドでまとめられているが、アンコールではオーケストラと共に登場している。

## 収録曲

### DISC 1
1. 山ざくらのうた
2. 僕にまかせてください
トーク(1)
3. 惜春
4. 飛梅
5. 桜散る
トーク(2)
6. 風の篝火
7. つゆのあとさき
トーク(3)その1
メンバー紹介「星に願いを」

### DISC 2
1. トーク(3)その2
2. 最終案内
3. 虹の木
トーク(4)
4. 二千一夜
トーク(5)
5. 遍路
6. 吾亦紅
トーク(6)その1
「無縁坂」

### DISC 3
1. トーク(6)その2
2. 掌
3. 線香花火
4. 精霊流し
トーク(7)
5. 修二会
6. 落日
7. 天までとどけ（インストゥルメンタル）
8. 交響楽
トーク(8)
9. まほろば

「天までとどけ」以降はアンコール

## 参加ミュージシャン
- 石川鷹彦
- 安田裕美
- 田代耕一郎
- 宅間久善